# حلبة مليلية لمصارعة الثيران
حلبة مليلية لمصارعة الثيران والمعروفة أيضًا باسم مسجد مصارعة الثيران هي حلبة مصارعة الثيران في مليلية بإسبانيا . وهي إحدى حلبات مصارعة الثيران التسعة في أفريقيا ، إلى جانب طنجة ولواندا ووهران ووجدة وفيلا سانجورجو ومابوتو ، وهي الوحيدة النشطة في القارة.   تم تصميمه على الطراز الباروكي الجديد ، ويقع في Modernist Ensanche الذي يعد جزءًا من المجموعة الفنية التاريخية لمدينة مليلية ، وهو أحد الأصول ذات الأهمية الثقافية .   

## تاريخ
بني على الطراز الباروكي الجديد على أراضي تل سان لورينزو المفكك، حيث كان في بداية siglo ظهرت مقبرة يعود تاريخها إلى ما بين القرنين I II ل. C. ، وفقًا لمشروع فريق المهندسين المعماريين بقيادة أليخاندرو بلوند غونزاليس والمكون أيضًا من مانويل ساينز دي فيكونيا وفيديريكو فاسي وجينارو كريستوس وخوسيه فاريلا  بين 17 يناير 1946، وهو العام الذي تم فيه تشييده تعمل بالفعل في الساحة، و6 سبتمبر 1947، تاريخ افتتاحها. وقد بارك الساحة النائب الكنسي كاراسكو والقائد العام لمليلية رادا ورئيس البلدية فرناندو ألفاريز كلارو يوم افتتاحها. أقيمت أول مصارعة ثيران في 8 سبتمبر 1946، وتم التدشين الرسمي بعد عام، في 6 سبتمبر 1947، بحضور المندوب السامي لإسبانيا بالمغرب، الفريق خوسيه إنريكي فاريلا إغليسياس .     في هذا الحدث، تم الإعلان عن أصحاب اليد اليمنى جيتانيلو دي تريانا ، ومانويل رودريغيز مانوليتي ، وبيبين مارتن فاسكيز، والثيران من مزرعة سانتا كولوما-جواكين بوينديا على الملصقات . ومع ذلك، لم يقدم مانوليتي أي عرض في حلبة مليلية لمصارعة الثيران بسبب وفاته في حلبة ليناريس لمصارعة الثيران قبل أيام قليلة، في 28 أغسطس. وكان مصارع الثيران بيبين مارتن فاسكيز غائبًا أيضًا. لذلك، تم الإعلان عن الملصق الافتتاحي بعد ذلك مع دومينغو أورتيجا ، وجيتانيلو دي تريانا، ولويس ميغيل دومينغوين ، وأغوستين بارا <i id="mwPg">باريتا</i> . الجوائز الأولى الممنوحة في الساحة ذهبت إلى دومينغو أورتيجا، الذي حصل على أذنين وذيل ومخلب لعمله. حصل دومينغوين على أذنين وذيل بحلقتين على ثوره الأول، ولكن تم القبض عليه في اليوم السابع بعد الظهر، وتبين أنه أول سيف أصيب في حلبة مصارعة الثيران الأفريقية.  

في احتفالات القديس الشفيع عام 1949، بارك الكاهن فرنانديز كنيسته بصورة عذراء المعونة الدائمة . وقد أطلق عليه الصحفي المصارع للثيران جريجوريو كوروتشانو اسم مسجد مصارعة الثيران .        في 6 سبتمبر 2018، كشف خوان خوسيه باديلا، صاحب اليد اليمنى، عن لوحة تكريمًا له. 

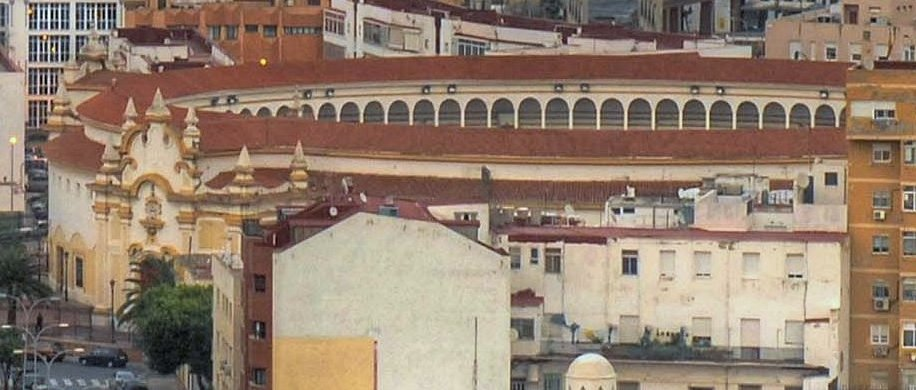
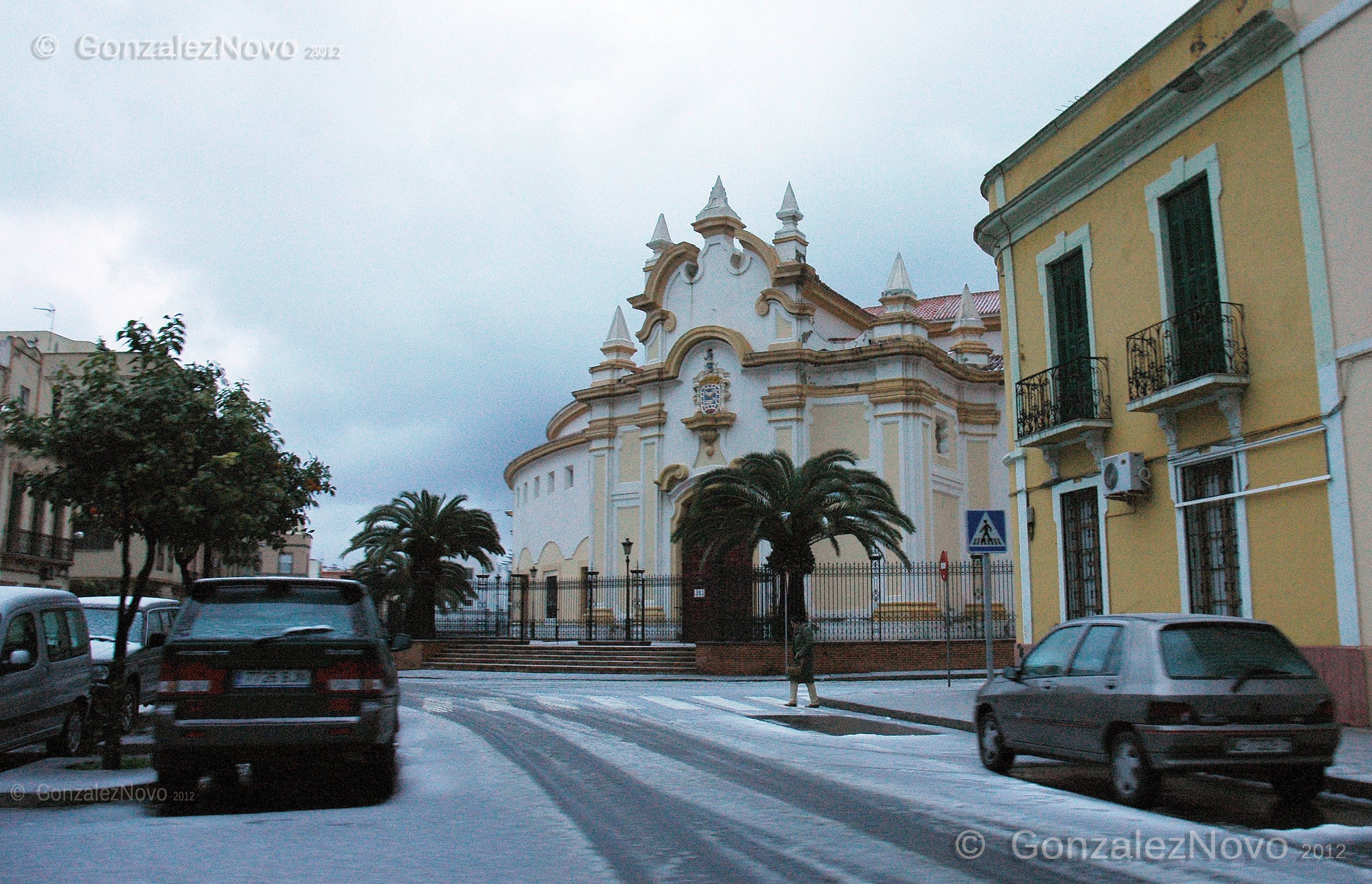
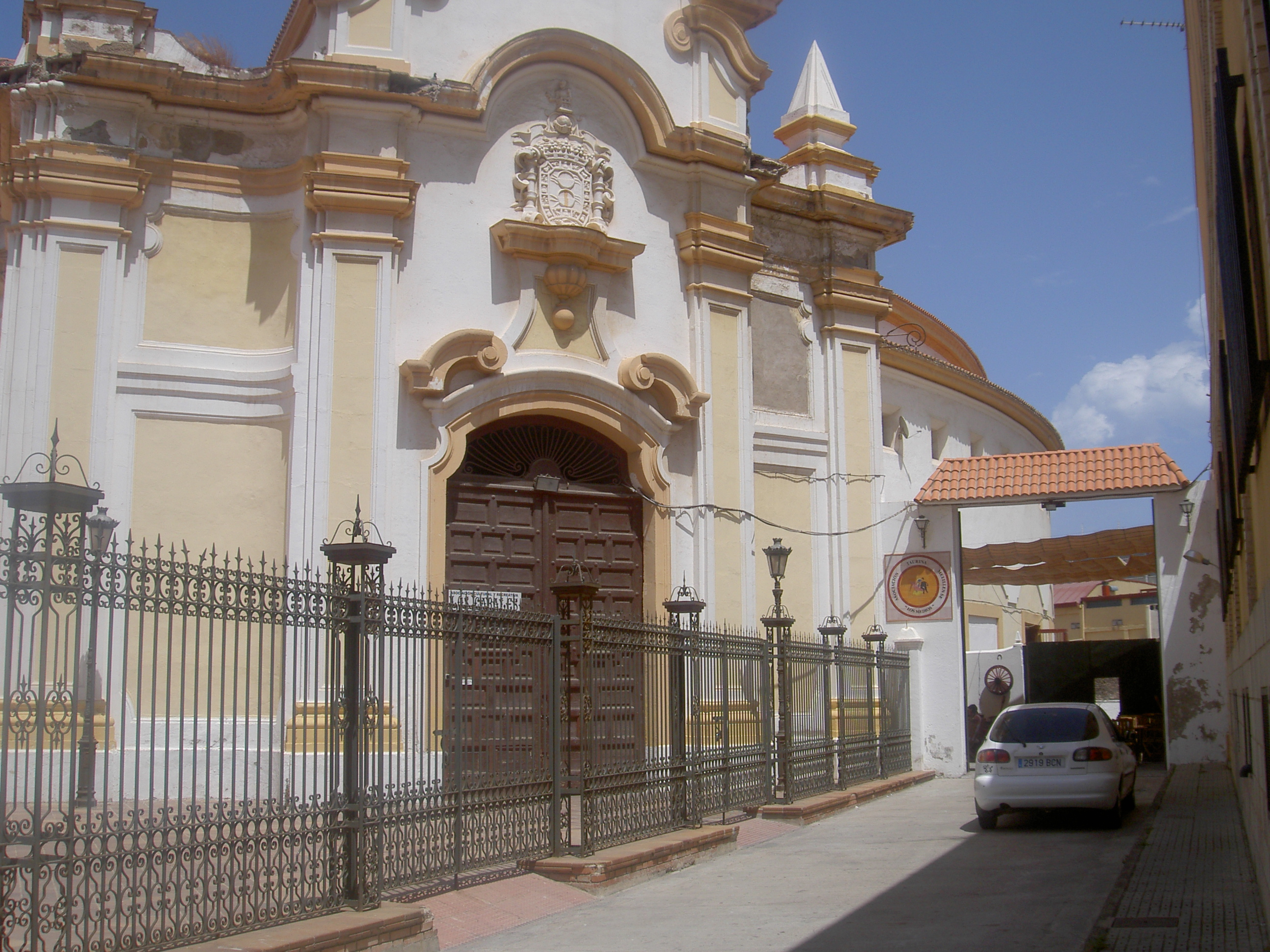
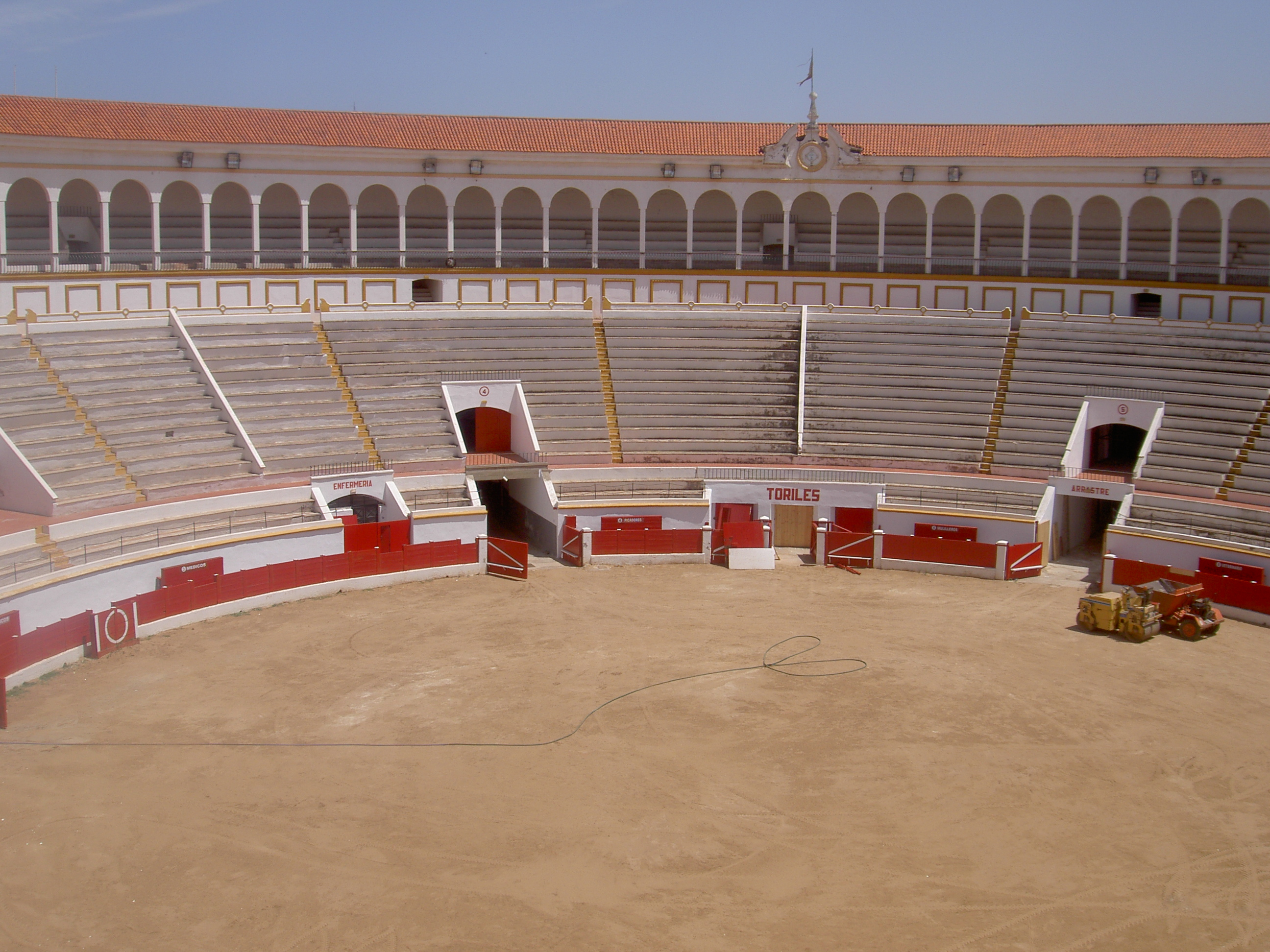
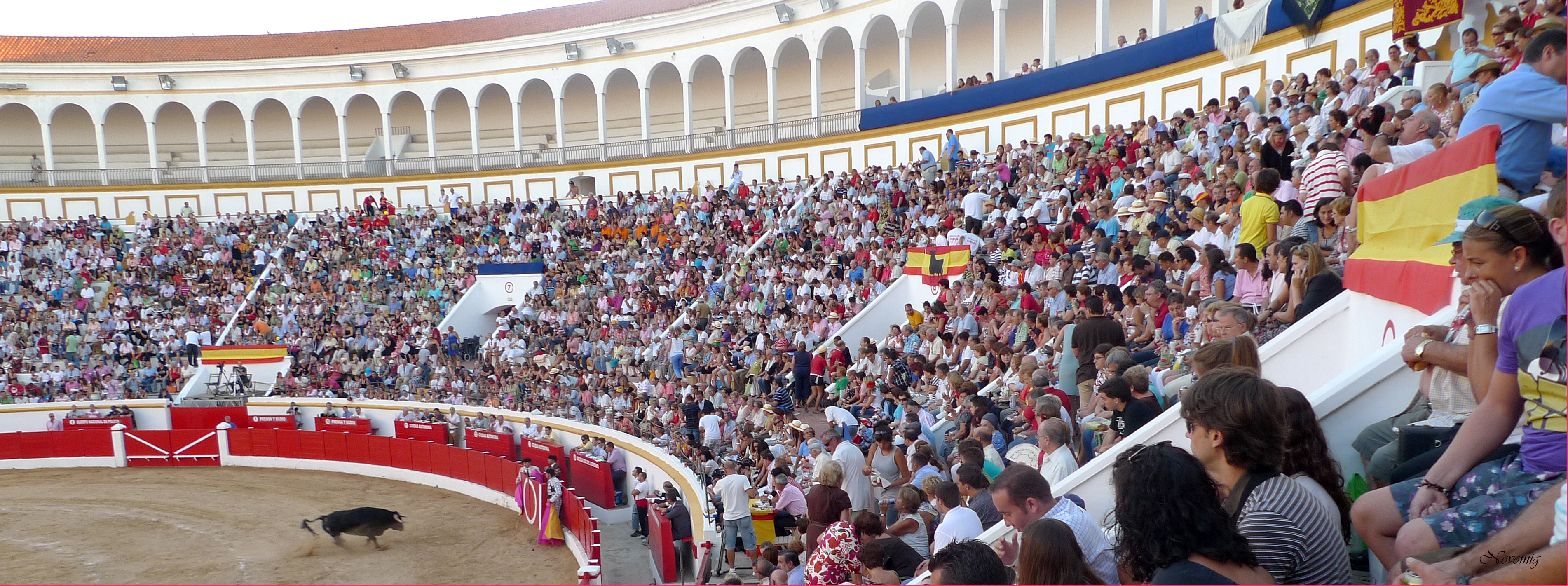

## وصف
إنه مبني بالحجر المحلي والطوب الخام للجدران الحاملة وعوارض حديدية وبلاط أحمر للسقف.   إنه ذو مخطط دائري، مع حلقة واحدة على طابقين وثلاثة مداخل ضخمة، يمكن الوصول إليها بعد صعود بعض السلالم أو المنحدرات للتغلب على التفاوت. يتسع لـ 8000 متفرج ويصنف ضمن الفئة الثانية.    